# Tulio Luis Ramírez Padilla
Tulio Luis Ramírez Padilla (ur. 28 lutego 1960 w Caracas) – wenezuelski duchowny katolicki, biskup pomocniczy Caracas w latach 2012–2020, biskup diecezjalny Guarenas od 2021.

## Życiorys
5 sierpnia 1984 otrzymał święcenia kapłańskie i został inkardynowany do archidiecezji Valencia en Venezuela. Pracował głównie jako duszpasterz parafialny. W 2011 został wikariuszem generalnym archidiecezji i kanclerzem kurii.
4 kwietnia 2012 papież Benedykt XVI mianował go biskupem pomocniczym archidiecezji Caracas, ze stolicą tytularną Ausuccura. Sakry biskupiej udzielił mu 8 lipca 2012 kardynał Jorge Liberato Urosa Savino.
11 grudnia 2020 papież Franciszek przeniósł go na urząd biskupa diecezjalnego Guarenas. Ingres do katedry odbył 6 lutego 2021.